# フランク・ケロッグ
フランク・ビリングス・ケロッグ（Frank Billings Kellogg, 1856年12月22日 - 1937年12月21日）は、アメリカ合衆国の政治家で行政家。

## 生涯
ニューヨーク州のポツダムの生まれで、1865年にミネソタ州に移住。1877年、ミネソタ州ロチェスターで弁護士として開業。 1878-1881年の間、ロチェスター市の法律顧問を務めた。1880年に「Rochester lodge No. 21」所属のフリーメイソンになる。1887年、ミネソタ州のセントポールに移り住む。
ケロッグは、アメリカ合衆国上院にミネソタ州から共和党議員として選出され、1917年3月4日から1923年3月3日までその任にあった。1922年に再選権を喪失。1923年チリのサンティアゴで開催された第5回パン＝アメリカ会議にアメリカ合衆国代表として参加。1923年から1925年まで、アメリカの特命大使、兼全権大使としてイギリスに派遣された。
彼は、1925-1929年にはカルビン・クーリッジ大統領の内閣に国務長官として加わった。1928年には、彼は、アイルランドのダブリン市から自由勲章を授与された。国務長官として彼は、1928年に調印されたケロッグ・ブリアン協定（パリ不戦条約）をフランスの外務大臣アリスティード・ブリアンと共に取りまとめた。1930-35年には国際司法裁判所に判事の1人としても係わっている。1929年ノーベル平和賞を受賞。1937年セントポールで死去。